# 28582 Haileyosborn
28582 Haileyosborn è un asteroide della fascia principale. Scoperto nel 2000, presenta un'orbita caratterizzata da un semiasse maggiore pari a 2,7529139 au e da un'eccentricità di 0,0779234, inclinata di 13,40760° rispetto all'eclittica.